# Fer de Berlin
Als fer de Berlin (Berliner Eisen) wurden vor allem im 19. Jahrhundert gusseiserne Kunstgegenstände wie Denkmäler, wie z. B. das Nationaldenkmal für die Befreiungskriege in Berlin, kleinere Gegenstände oder Grabkreuze genannt, die in der Königlich Preußischen Eisengießerei in Berlin hergestellt wurden. Diese entstanden häufig in enger Zusammenarbeit mit Künstlern, die in Berlin arbeiteten und wirkten, unter anderem Karl Friedrich Schinkel, und wurden international vertrieben. Die Technik des Eisenkunstgusses wurde wesentlich durch den Berliner Eisenkunstgießer Conrad Geiß geprägt.
Siehe auch Eisenschmuck.